# Flavi Renat Vegeci

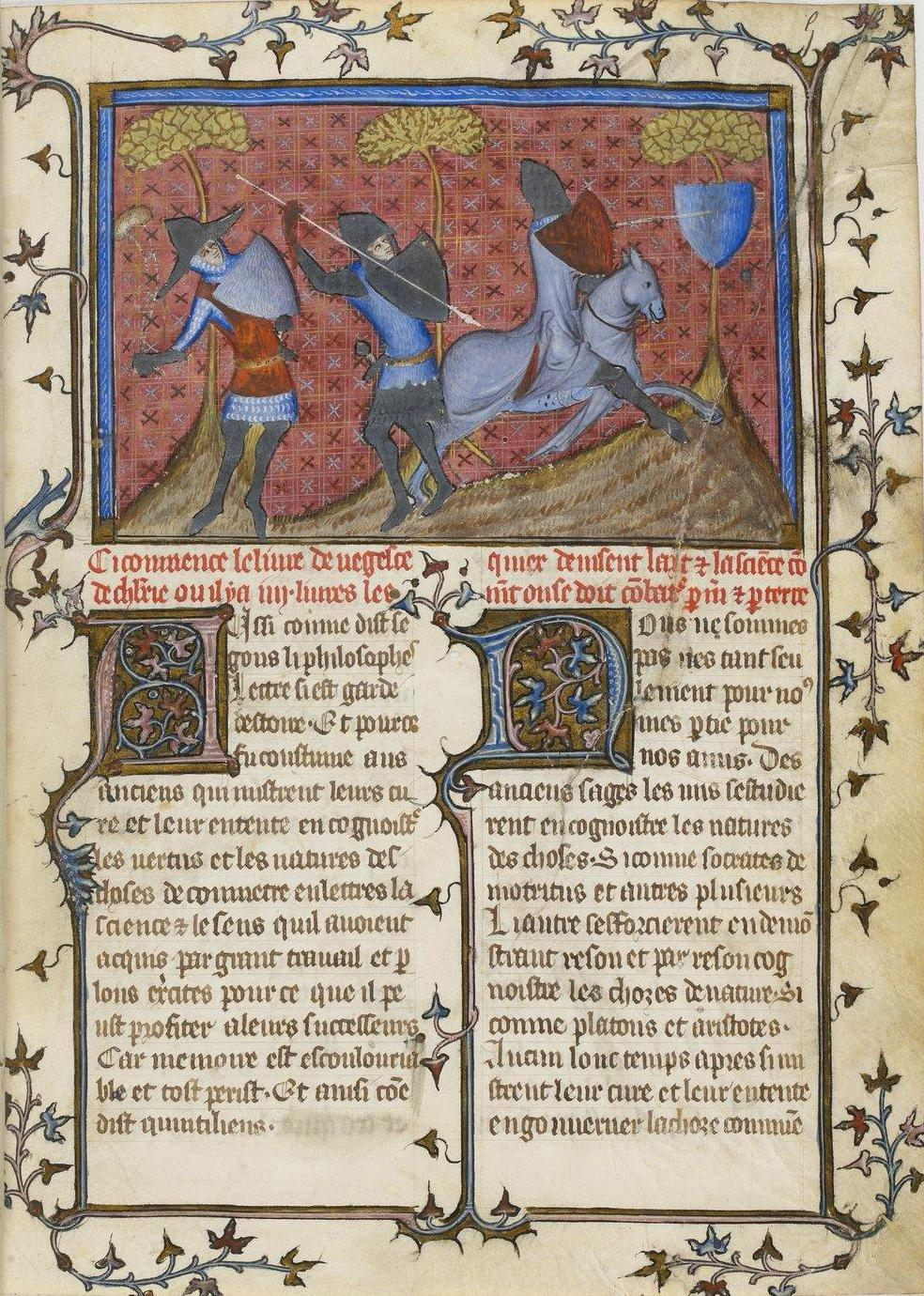
Pàgina d'una traducció francesa del de lEpitoma rei militaris

Publi Flavi Vegeci Renat (en llatí: Publius Flavius Vegetius Renatus), normalment conegut simplement com a Vegeci, fou un escriptor romà en llatí del segle iv. És conegut per les dues obres que s'han conservat: De Re Militari, un tractat d'estratègia militar de gran significació, i la menys coneguda, considerada marginal per alguns, Digesta Artis Mulomedicinae, un tractat de veterinària sobre les malalties de muls i cavalls.

## Biografia
No es coneix la data exacta del seu naixement ni el seu origen, però s'especula que pot tenir relació amb Hispània, d'on provenia Teodosi, pel seu nomen i per referències a la seva obra es pot establir una cronologia, com la deïficació de l'emperador Gracià (383 dC) i una anotació de Flavi Eutropi a un manuscrit seu, datada del 450.
Vegeci dedicà els seus escrits a l'emperador regnant, que no és directament citat a la seva obra, i que podria ser Valentinià II o Teodosi el Gran. Les seves fonts són Cató el Censor, Aule Corneli Cels, Sext Juli Frontí, Tarruntè Patern i les constitucions imperials, cosa que el fa posterior al segle ii; d'altra banda, és lleugerament anterior a la Notitia Dignitatum.
En la seva obra, Vegeci s'autodefineix com a vir illustris et comes, que indica certa forma de noblesa i proximitat a l'emperador; efectivament, el De Re Militari va dedicat a l'emperador. També es declara cristià, malgrat que les seves creences no es reflecteixen explícitament en la seva obra. El cognomen Renatus ('tornat a néixer') podria implicar una conversió tardana al cristianisme.

## Epitome rei militaris
És un tractat on es descriuen els usos militars de l'antic exèrcit romà (que Dioclecià va reformar a fons). El prefaci del llibre explica les quatre parts en què està dividit: la primera explica on trobar els millors homes per formar un exèrcit, inclinant-se per la gent del camp, i de com han de ser instruïts; el llibre segon parla dels costums de la legió per crear un exèrcit d'infanteria; el tercer parla dels combats en terra, fortificació i tàctiques; i el quart parla de poliorcètica i guerra al mar. Segons el text, Vegeci d'entrada escrigué el primer llibre com a manual, i més endavant, a petició de l'emperador, escrigué els tres següents.
L'obra va assolir una gran popularitat a l'edat mitjana i el Renaixement, pel seu estil simple i didàctic. El 1473 es va imprimir per primer cop a Utrecht. Un manual militar romà ben conservat era molt valorat per tots els generals dels exèrcits semiprofessionals de l'època. Al segle xvi, però, va decaure la seva popularitat.
El llibre es caracteritza per la nostàlgia dels temps passats i l'exaltació de glòries passades (feia més de quatre-cents anys de la mort de Juli Cèsar). Vegeci lamenta l'abandonament d'aquesta institució i posa èmfasi en la disciplina i l'entrenament.
Se li atribueix la màxima de si vis pacem para bellum, malgrat que el text original diu igitur qui desiderat pacem, praeparet bellum al prefaci del llibre III.

## Digesta artis mulomedicinæ

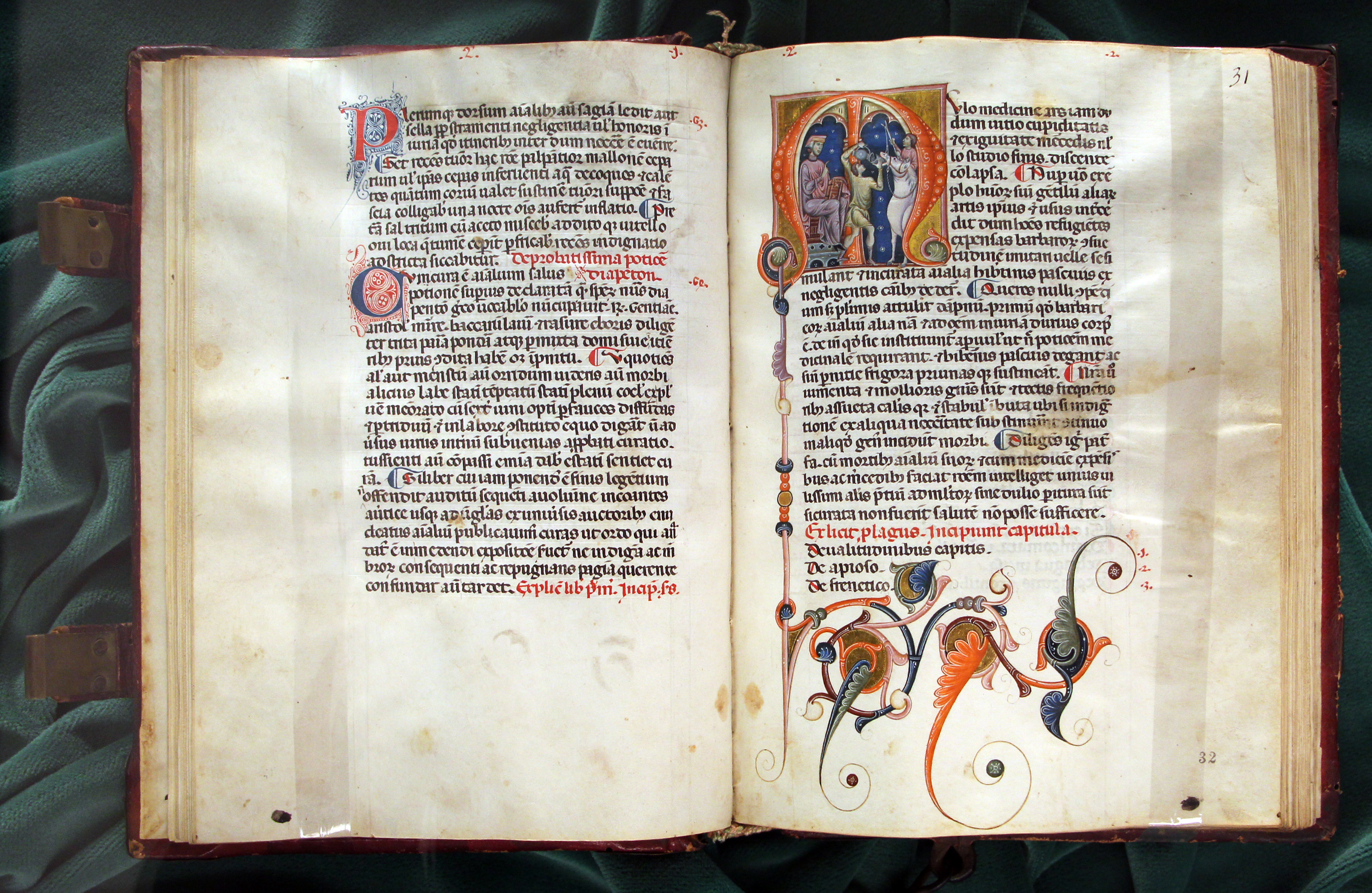
Mulomedicina (1250-1375 ca., Biblioteca Medicea Laurenziana, pluteo 45.19)

La Digesta artis mulomedicinæ és una obra sobre la cura dels cavalls, en quatre llibres.
Es tracta d'un llibre pràctic que va assolir un gran èxit en època medieval, i totes les grans biblioteques el tenien: està documentat a l'Abadia de Saint-Gall ja al segle vi.

### Introducció
Al començament de l'obra, Vegeci es lamenta del menysteniment de la medicina veterinària, comparada amb la medicina dedicada a la salut humana. També critica que moltes obres anteriors estiguin mal escrites i que proposin remeis exòtics, a vegades tan cars com el preu del cavall.
Basant-se en autors anteriors, l'objectiu de Vegeci és doble i ambiciós: vol escriure una obra literàriament digna i, a la vegada, a l'abast de les persones que l'han de fer servir. Els remeis que proposa són fàcils d'aconseguir i manufacturar, a un preu accessible.

### Malalties descrites
La Mulomedicina enumera les malalties més freqüents del seu temps i indica el seu tractament, especialment del borm. Un altre aspecte interessant és l'exposició d'aspectes de medicina preventiva: cal isolar els cavalls malalts, procurar que els cavalls sans tinguin un refugi adequat i, principalment, no negligir el lligam afectiu entre el propietari i el cavall.

### Races de cavalls
De forma resumida, parla de diverses races de cavalls, justificant-se en el punt de vista de la mobilitat del cavall, i de la munió d'exportacions i importacions que fan que ho pogués trobar cavalls de races alienes en molts indrets. Considera tres tipus de cavalls: els cavalls de guerra, els cavalls de circ (destinats a les curses de carros) i els cavalls de sella.
Parlant dels cavalls de curses, esmenta els millors:
| «                                   | Curribus Cappadocum gloriosa nobilitas: Hispanorum par vel proxima in circo creditur palma. Nec inferiores rope Sicilia exhibet circo, quamvis Africa Hispani sauguinis velocissimos praestare consueverit. | Tothom admet la glòria en el circ dels cavalls capadocis, però els cavalls hispans mereixen una fama semblant. Tampoc Sicília no en produeix d'inferiors als anteriors, tot i que Àfrica acostuma a oferir cavalls molt veloços de sang hispana. | » |
| — Digesta artis mulomedicinæ, IV 6. | | |   |

## Edicions

### De Re Militari
- Lang, Carolus. Flavius Vegetius Renatus. Epitoma rei militaris.  Lepzig: Teubner, 1885.

### Mulomedicina
- Johann Matthias Gesner (en)
  -  Artis Veterinariae, sive Mulo-Medicinae libri quatuor.  Mannheim: cura & sumptibus Societatis literatae, 1781. Curante Io. Matthia Gesnero.
  -  Scriptores rei rusticae veteres Latini. Tomus alter, in quo Palladius, Vegetius de mulomedicina, Gargilii Gargilii Martialis fragmentum, lexicon rei rusticae aliaque continentur.  Lepizig: sumtibus Caspari Fritsch, 1774. Curante Io. Matthia Gesnero.